# Pan troglodytes troglodytes
Sous-espèce
Statut de conservation UICN

 EN A4cd : En danger
Statut CITES
Le chimpanzé central, chimpanzé d'Afrique centrale ou tschego (Pan troglodytes troglodytes) est une sous-espèce du chimpanzé (Pan troglodytes). 

## Dénominations
Pan troglodytes troglodytes est décrit pour la première fois dans le Handbuch der Naturgeschichte de Blumenbach, publié en 1775.
Paul Belloni Du Chaillu en découvrit une sous-espèce en 1860, le Troglodytes calvus.

## Description
Le chimpanzé d'Afrique centrale mesure, corps et tête, 82 cm. La femelle pèse de 32 à 47 kg et le mâle de 40 à 60 kg.

## Habitat et répartition
On le trouve principalement au Gabon, au Cameroun et en République du Congo,  mais sa présence s'étend aux pays voisins.

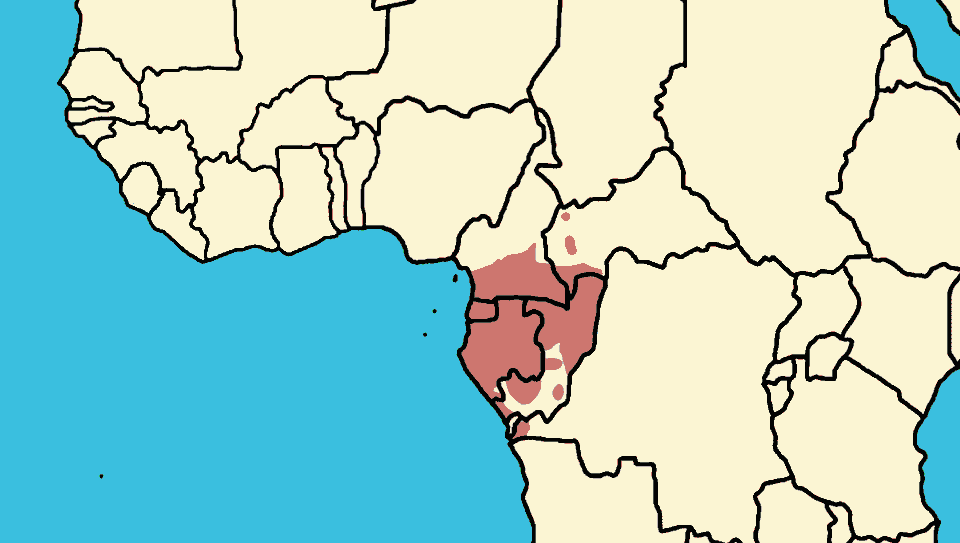
Répartition du chimpanzé d'Afrique centrale